# Parque Nacional Marinho Rani Jhansi
O Parque Nacional Marinho Rani Jhansi está localizado nas Ilhas Andaman e Nicobar, na Baía de Bengala. Foi fundado em 1996 e cobre 256 km². Ele comemora Lakshmibai, o Rani de Jhansi (1828-58). Está localizado no arquipélago de Ritchie e fica a cerca de 30 km de Port Blair. O parque contém recifes de coral e florestas de mangue.